# 格林卡群島
格林卡群島（英語：Glinka Islands），是南極洲的群島，位於羅斯柴爾德島以東的拉扎列夫灣，由美國研究隊拍攝空中照片，以俄羅斯作曲家米哈伊爾·伊萬諾維奇·格林卡命名，現時由南極條約體系管理。